# Distretto di Yazyavan
Il distretto di Yazyavan (usbeco Yozyovon) è uno dei 15 distretti della Regione di Fergana, in Uzbekistan. Il capoluogo è Yazyavan.